# Douglas B-23 Dragon
Douglas B-23 Dragon (pol. Smok) – amerykański samolot bombowy z okresu II wojny światowej. Wyprodukowano jedynie małą serię, nie były użyte w walce.

## Historia

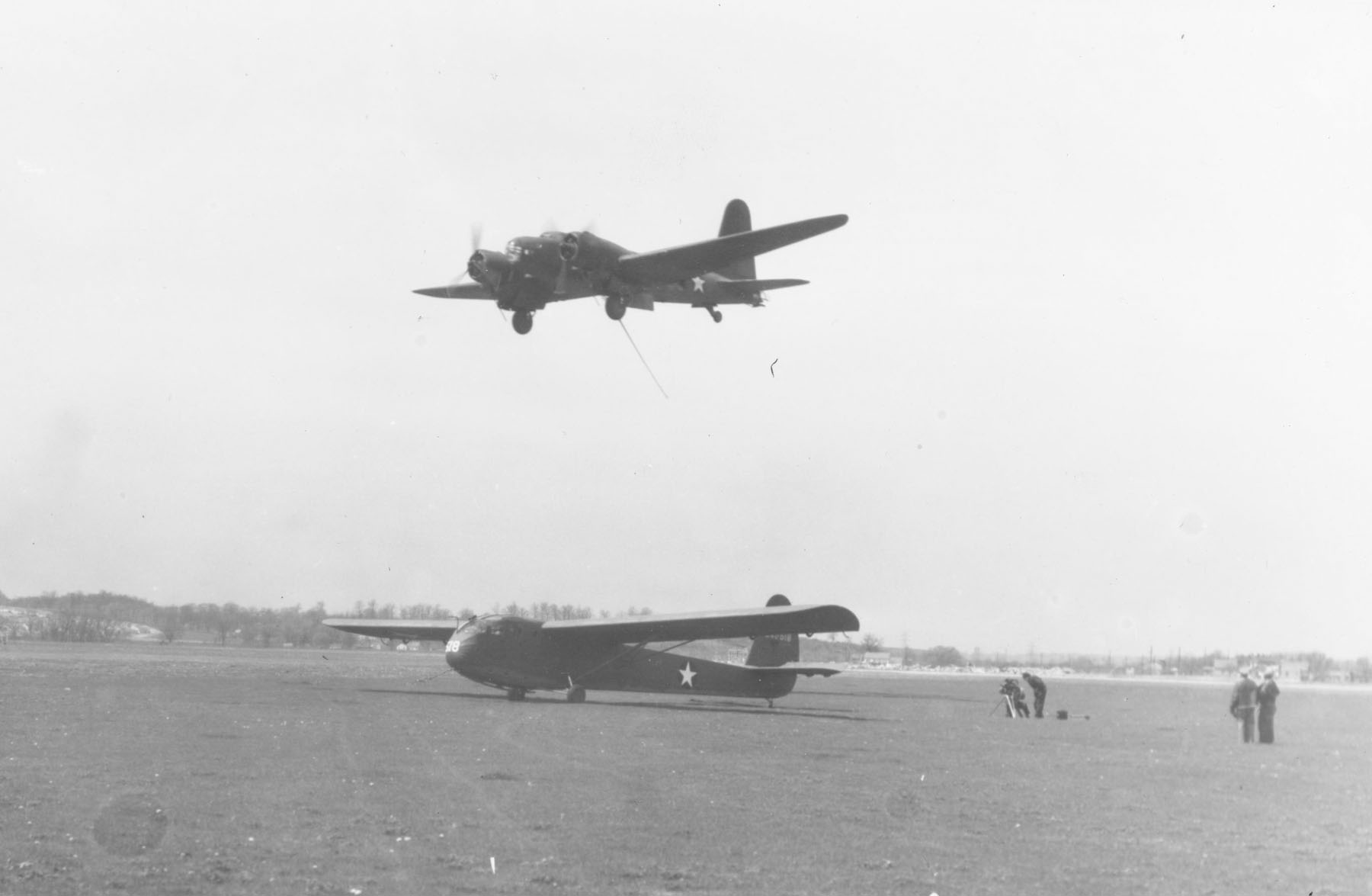
B-23 Dragon podczas lotu nad lotniskiem, 28 kwietnia 1943 r.

Samolot Douglas B-23 Dragon był wersją rozwojową bombowca Douglas B-18 Bolo, w której zastosowano wzmocniony płat pochodzący z samolotu Douglas DC-3 oraz silniki Wright R-2600-3 o mocy 1600 KM (1194 kW). Przebudowano także kadłub, który był bardziej smukły, oraz usterzenie. W porównaniu do swojego poprzednika miał również zmienione uzbrojenie obronne. Był to pierwszy amerykański samolot, w którym zastosowano tylne stanowisko strzeleckie, umieszczone u podstawy statecznika pionowego. Nowy samolot został zamówiony przez lotnictwo armii amerykańskie w liczbie 38 sztuk.
W dniu 27 lipca 1939 roku pierwszy egzemplarz B-23 o nr ewidencyjnym 39-027 został oblatany na lotnisku Clover Field w Santa Monica (stan Kalifornia). Pozostałe 37 bombowców B-23 (nr ewidencyjne  39-028 do 39-064) dostarczono USAAC w pierwszej połowie 1940 roku. Dalsza produkcja nie była kontynuowana.
W trakcie eksploatacji 18 samolotów Douglas B-23 zostało przebudowanych na samoloty transportowe, które otrzymały oznaczenie Douglas UC-67.

## Użycie w lotnictwie

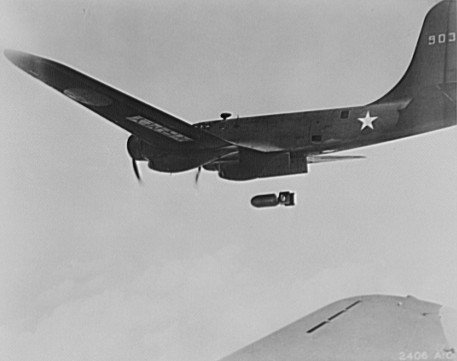
B-23 Dragon podczas treningowego zrzucania bomb w 1942 r.

Samoloty Douglas B-23 od 1940 roku były wprowadzane do uzbrojenia lotnictwa amerykańskiego. Pierwszy egzemplarz przekazano do 89 Dywizjonu Rozpoznawczego na lotnisku March Field  w Kalifornii.
Pozostałe samoloty weszły w skład 17 Grupy Bombowej. Dość szybko jednak zostały zastąpione przez samoloty North American B-25 Mitchell. W późniejszym okresie maszyny typu B-23 znajdowały się w uzbrojeniu 12 Grupy Bombowej na lotnisku McChord Field w Tacoma (stan Waszyngton). Kilka egzemplarzy znajdowało się w 13 Grupie Bombowej stacjonującej w Orlando (Stan Floryda).
W czasie II wojny światowej część B-23 odbywała loty patrolowe u zachodnich wybrzeży USA.
Po krótkim okresie użycia w jednostkach bojowych samoloty wycofano z użycia i przekazano wszystkie do szkół lotniczych i zadań transportowych (część przebudowano na samoloty transportowe).
Trzy samoloty przystosowano na latające laboratoria i tak:
- Samolot o nr 39-028 służył do prób holowania szybowców transportowych.
- Samolot o nr 39-032 wykorzystywany był w firmie Pratt & Whitney jako latająca hamownia silników R-2800-5
- Samolot o nr 39-053 służył do testów celu latającego Culver PQ-8

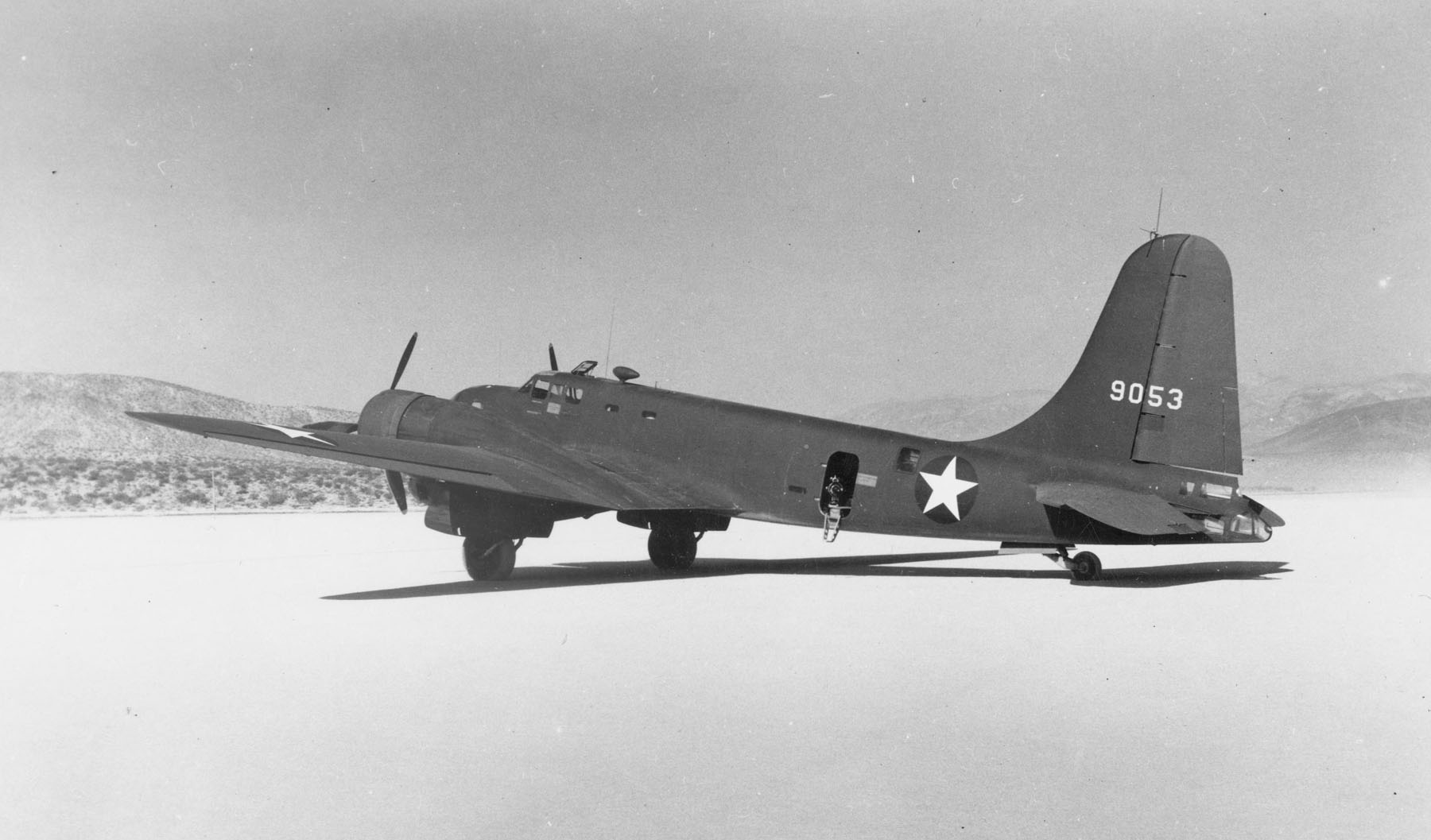
B-23 na lotnisku w Kalifornii, 7 października 1942 r.